# Stephen Adams
Pour les articles homonymes, voir Stephen Adams (homonymie), Adams et Maybrick.
Œuvres principales
The Holy City
Stephen Adams né Michael Maybrick, né le 31 janvier 1841 et décédé le 26 août 1913, était un compositeur et chanteur anglais, connu pour avoir écrit The Holy City, l'un des chants religieux anglophone les plus populaires.
Le cinéaste et écrivain Bruce Robinson voit en Michael Maybrick le véritable Jack l'Éventreur au terme de son livre-enquête de 850 pages sorti en 2015, They All Love Jack.

## Carrière Musicale
En 1865, Michael Maybrick étudie le piano et l'harmonie à Leipzig avec Carl Reinecke, Ignaz Moscheles, et Louis Plaidy, mais décide plus tard de suivre des études de baryton avec Gaetano Nava à Milan. Avec l'expérience de la scène italienne, il obtient un grand succès auprès du public londonien le 25 février 1869 avec Elijah de Felix Mendelssohn. 
Au début des années 1870, Maybrick chante avec un grand succès ses propres compositions, publiées sous le pseudonyme Stephen Adams et dont la majeure partie des paroles sont écrites par Fred Weatherly. ‘Nancy Lee’ se vend à plus de 100 000 exemplaires en deux ans.

## Source
- 'Obituary: Michael Maybrick', The Musical Times, Vol. 54, No. 848 (Oct. 1, 1913), pp. 661–662